# Grondwet van Suriname
De Grondwet van Suriname werd voor het eerst vastgesteld toen Suriname in 1975 onafhankelijk werd van Nederland. Deze eerste grondwet was afgeleid van de Nederlandse Grondwet. In 1987 werd een geheel nieuwe grondwet aangenomen die mede moest dienen om de overgang van het regime-Bouterse naar een democratie mogelijk te maken.

## De eerste grondwet
De grondwet van 1975 was sterk geïnspireerd op de Nederlandse Grondwet. Suriname werd een parlementaire democratie met een voornamelijk ceremoniële president, wiens positie overeenkwam met die van de koning in de Nederlandse grondwet. De regering was ondergeschikt aan de macht van het parlement.

## Het militair gezag
Na de staatsgreep in 1980 werd de grondwet feitelijk buiten werking gesteld. De macht kwam in handen van de Nationale Militaire Raad, gelegitimeerd door een machtigingswet die alle wetgevende macht aan dit orgaan overdroeg. In 1982 vaardigde de militairen een decreet uit waarin de Fundamentele Rechten en Plichten van het Surinaamse Volk werden vastgelegd.

## De huidige grondwet
In 1985 kwam er overleg tot stand tussen de militairen en vertegenwoordigers van de politieke partijen. Dat overleg kreeg een impuls na het uitbreken van de opstand van het Junglecommando. Uiteindelijk leidde dit tot een ontwerp-grondwet welke op 30 september 1987 middels een referendum werd aangenomen.
De nieuwe grondwet begint met een preambule en enkele hoofdstukken over de soevereiniteit en doelstellingen van de republiek, gevolgd door hoofdstukken over de persoonlijke, sociale, culturele en economische rechten van de inwoners (waaronder het recht op werk, gecombineerd met de plicht om te werken, en diverse specifieke rechten van werknemers) en de economische en sociale ordening van het land, waarin onder andere wordt vastgesteld dat de natuurlijke rijkdommen en hulpbronnen 'eigendom van de natie' zijn. Pas hierna wordt het staatsbestel in engere zin beschreven. De nieuwe grondwet gaat niet meer uit van de klassieke parlementaire democratie. Suriname heeft nu een mengvorm van een parlementair en een presidentieel stelsel: de president van de republiek heeft uitgebreide bevoegdheden en staat aan het hoofd van de uitvoerende macht, maar wordt (in tegenstelling tot landen met een volledig presidentieel stelsel, zoals de VS) gekozen door het parlement (de Nationale Assemblee) en hij is daar volgens de grondwet ook verantwoording aan verschuldigd.
De grondwet zorgde er in 1987 voor dat militairen een grote invloed zouden houden. Het Nationale Leger kreeg erin de verantwoordelijkheid voor de "verdediging van de soevereiniteit en zelfstandigheid alsmede het beschermen van de hoogste rechten en vrijheden van het land en volk met het dienen van rechtsorde, vrede en veiligheid."
Na de Telefooncoup van 1990 en de nieuwe verkiezingen van 1991 trad het kabinet-Venetiaan I aan. In 1992 slaagde president Ronald Venetiaan met krachtdadig optreden van zijn minister Siegfried Gilds van Defensie erin om Desi Bouterse af te zetten als bevelhebber en wijzigingen aan te brengen op grondwet, waardoor de rol van het leger werd ingeperkt. Het leger bleef in de jaren 1990 op de achtergrond echter een schaduwmacht in alle lagen van de bevolking.

### Constitutioneel hof
De grondwet bepaalt in artikel 144 dat Suriname een Constitutioneel Hof heeft. De voornaamste taak van dit hof is het toetsen van gewone wetten aan de grondwet. De wet tot instelling van het Constitutioneel Hof werd op 4 oktober 2019 goedgekeurd.